# Tống Vân Hoa
Tống Vân Hoa (宋芸樺/宋芸桦; sinh ngày 21 tháng 10 năm 1992) là một nữ diễn viên Đài Loan.
Cô nổi lên từ bộ phim Cà phê, đợi và yêu và Thời đại của chúng ta; và được đề cử Nữ diễn viên xuất sắc nhất tại Giải Kim Mã lần thứ 52 nhờ vào vai diễn Lâm Chân Tâm trong Thời đại của chúng ta.

## Sự nghiệp
Trước khi ra mắt chính thức, nữ diễn viên họ Tống từng xuất hiện trong nhiều phim ngắn và video âm nhạc, hầu hết là cùng bạn bè. Sự xuất hiện đầu tiên của cô trong video "So I Stopped" của nhóm IGUBand đã được lan truyền rộng rãi trong giới học sinh, điều đó giúp Vân Hoa nhận được nhiều lời đề nghị đóng phim ngắn. Sau đó ngày càng hứng thú với ngành công ngiệp giải trí, cuối cùng Tống Vân Hoa đã kí hợp đồng diễn viên cùng công ty Star Ritz.
Vai diễn đầu tiên của cô là nữ chính Lý Tư Huỳnh trong bộ phim lãng mạn Cà phê, đợi và yêu chuyển thể từ tiểu thuyết cùng tên của Cửu Bả Đao, người cũng là biên kịch và đạo diễn của phim. Trước khi bộ phim bấm máy, Cửu Bả Đao đã viết trên blog của mình rằng anh rất hi vọng sẽ tìm ra gương mặt mới vào vai chính, đồng thời cũng đã thực hiện nhiều buổi phỏng vấn và thử vai. Vào thời điểm đó, Tống Vân Hoa vẫn còn là sinh viên năm ba của trường Đại học Công giáo Phụ Nhân, ngành Dệt may và Quần áo. Sau khi nhà sản xuất Angie Chai phỏng vấn cô, Cửu Bả Đao đã nói với đoàn phim "Cô ấy là sự lựa chọn hoàn hảo cho nhân vật này!". Sau nhiều vòng thử vai và phỏng vấn khác, cuối cùng Tống Vân Hoa đã được chọn. Cà phê, đợi và yêu ra rạp vào tháng 8 năm 2014, thu về 200 triệu Tân Đài tệ từ phòng vé Đài Loan và mang lại danh tiếng cho Tống Vân Hoa.
Năm 2015, Vân Hoa tham gia vào bộ phim điện ảnh thứ hai Thời đại của chúng ta trong vai nữ chính Lâm Chân Tâm. Nhà sản xuất phim Diệp Như Phương nói rằng sau mười buổi thử vai, cô chưa từng thấy diễn viên nào giống như Tống Vân Hoa. Đạo diễn Trần Ngọc San đã nói trong buổi phỏng vấn rằng Vân Hoa là một cô gái suy nghĩ khoa học, nhưng nhân vật của cô lại hoàn toàn trái ngược và hành động dựa vào bản năng. Chính vì vậy, vào ngày ghi hình đầu tiên, Tống Vân Hoa thậm chí không thể nhập vai. Nhân viên chỉ đạo diễn xuất Hứa Kiệt Huy đã gợi ý phải rũ bỏ sự thanh lịch của Tống Vân Hoa, yêu cầu cô phải học cách trở thành Lâm Chân Tâm và quên đi Tống Vân Hoa thường ngày.
Thời đại của chúng ta dẫn đầu phòng vé Đài Loan và thu về hơn 400 triệu Tân Đài tệ. Tống Vân Hoa được đề cử lần đầu tiên trong hạng mục Nữ diễn viên xuất sắc nhất tại Giải thưởng Kim Mã lần thứ 52 và là người nhỏ tuổi nhất trong số 5 đề cử. Tuy không chiến thắng nhưng cô nhận được nhiều lời khen khi biểu diễn ca khúc chủ đề "Hạnh phúc bé nhỏ" tại lễ trao giải.
Sau hai bộ phim điện ảnh, Tống Vân Hoa tham gia vào bộ phim truyền hình dài tập Người thừa kế duy nhất (Taste of Love) của đài TVB với vai nữ chính Diệp Tiêu Hà, một hướng dẫn viên du lịch với niềm đam mê ẩm thực.
Năm 2016, Tống Vân Hoa nhận vai nữ chính Shen-xi trong bộ phim viễn tưởng chiếu mạng Proud of Love của Trung Quốc. Mùa đầu tiên được lên sóng trên Youku vào ngày 9 tháng 9 cùng năm và mùa hai kết thúc vào ngày 1 tháng 1 năm 2017.
Năm 2020, Tống Vân Hoa tham gia bộ phim Lãng mạn thua vào tay em với vai nữ chính Tạ Hiểu Ân.

## Phim đã tham gia

### Phim điện ảnh
| Năm  | Tên phim               | Vai diễn     | Chú thích |
| ---- | ---------------------- | ------------ | --------- |
| 2014 | Cà phê, đợi và yêu     | Lý Tư Huỳnh  |           |
| 2015 | Thời đại của chúng ta  | Lâm Chân Tâm |           |
| 2015 | Đi qua tháng năm       | Hiếu Hà      |           |
| 2017 | Mon Mon Mon Monsters   |              | Cameo     |
| 2017 | Thanh xuân ơi, chào em | Lý Bội Ân    | Nữ chính  |

### Phim truyền hình
| Năm         | Tên phim               | Vai diễn     |
| ----------- | ---------------------- | ------------ |
| 2015        | Người thừa kế duy nhất | Diệp Tiêu Hà |
| 2016 - 2017 | Proud of Love          | Shenxi       |

### Video âm nhạc
| Năm  | Tên ca sĩ    | Tên bài hát               |
| ---- | ------------ | ------------------------- |
| 2011 | IGUband      | "So I Stop"               |
| 2013 | Mayday       | "Three Fools"             |
| 2015 | Hồ Hạ        | "Take Care of Her For Me" |
| 2015 | Ming Bridges | "Beautiful Melody"        |

## Giải thưởng và đề cử
| Năm  | Giải thưởng            | Hạng mục                         | Tác phẩm được đề cử   | Kết quả |
| ---- | ---------------------- | -------------------------------- | --------------------- | ------- |
| 2015 | Giải Kim Mã lần thứ 52 | Diễn viên xu hướng xuất sắc nhất | Thời đại của chúng ta | Đề cử   |